# Tyne and Wear
Tyne and Wear je metropolitní hrabství a ceremoniální hrabství v anglickém regionu Severovýchodní Anglie.
Na východě hrabství omývá Severní moře, na severu hraničí s hrabstvím Northumberland a na jihu zase s hrabstvím Durham.

## Administrativní členění
Hrabství se skládá z pěti metropolitních distriktů:
1. Gateshead
2. Newcastle upon Tyne
3. North Tyneside
4. South Tyneside
5. Sunderland